# Elatostema tenellum
Elatostema tenellum är en nässelväxtart som beskrevs av Albert Charles Smith. Elatostema tenellum ingår i släktet Elatostema och familjen nässelväxter. Inga underarter finns listade i Catalogue of Life.